# (29782) 1999 CN50
A (29782) 1999 CN50 a Naprendszer kisbolygóövében található aszteroida. A LINEAR projekt keretében fedezték fel 1999. február 10-én.